# Templul lui Venus și al Romei
Templul lui Venus și al Romei (în latină Templum Veneris et Romae), în italiană Tempio di Venere e Roma) a fost un templu roman antic din Forul Roman, Roma, actuala Republică Italiană. Se crede că la momentul finalizării sale a fost cel mai mare templu din întreaga urbă. Templul era amplasat pe dealul Velian, între for și Coloseu, fiind dedicat zeițelor Venus Felix ("Venus, aducătoarea fericirii") și Roma Aeterna („Roma eterna”).